# Жордания, Ной Николаевич
Ной Никола́евич Жорда́ния (груз. ნოე ნიკოლოზის ძე ჟორდანია; псевдонимы Костров, Джордж; 2 [14] января 1868 или 14 января 1868, Ланчхути, Озургетский уезд, Кутаисская губерния, Российская империя — 11 января 1953, Париж, Четвёртая французская республика) — российский и грузинский политический деятель, председатель Правительства Грузинской Демократической Республики (1918—1921).

## Биография
Родился 2 (14) января 1868 года в Ланчхути в Западной Грузии в дворянской семье.
После окончания семинарии в Тифлисе поступил в Варшавский ветеринарный институт, где познакомился с марксизмом. Курс обучения не закончил. Вернувшись в Грузию он стал одним из лидеров социал-демократической группы «Месаме Даси» («Третья группа»), возглавлял её оппортунистическое крыло, тяготевшее к экономизму. В 1894 привлекался к суду за участие в «Лиге свободы Грузии». C 1898 член РСДРП. Избранный делегатом II съезда РСДРП стал меньшевиком.
Входил в правление Тифлисской семинарии и осуществил протекцию И.В. Джугашвили при его поступлении в  семинарию в 1894 г.
С 1898 года редактировал социал-демократический еженедельник на грузинском языке «Квали» (Борозда) и в 1900 году, будучи в Ланчхути, познакомился и подружился с подписчиком, сельским учителем Григорием Уратадзе. Впоследствии Уратадзе отдал много сил социал-демократическому движению в Грузии и эта дружба продлилась пятьдесят лет. В 1902 году при начале крестьянских волнений в Гурии, позже превратившихся в Гурийскую республику, Жордания занял в отношении крестьянского движения реалистическую позицию, допускал возможность участия крестьянства в социал-демократическом движении. Вместе с Сильвестром Джибладзе и Григорием Уратадзе он оппонировал ортодоксальной позиции Карло Чхеидзе, участвовал в достижении компромисса с ортодоксами в Батумском комитете. В результате компромисса был создан Комитет сельских рабочих, руководивший начальным этапом крестьянского движения в Гурии.
В 1906 избран от Тифлиса в 1-ю Государственную Думу, лидер социал-демократической фракции. V съезд РСДРП (1907) избрал Жордания в ЦК, членом которого он был до 1912 года. За подписание Выборгского воззвания Жордания в декабре 1907 года был осуждён на 3 месяца тюрьмы. Вновь арестован в сентябре 1908 года.
Во время Первой мировой войны был сторонником войны, занимал оборонческую позицию.
После Февральской революции — председатель Тифлисского Совета. К Октябрьской революции Жордания отнесся отрицательно, стал склоняться к национализму, но также и к федерации государств Закавказья. 20 ноября (3 декабря) 1917, выступая на I Национальном съезде Грузии потребовал полного суверенитета Грузии. 26 ноября (9 декабря) возглавил Президиум Национального Совета Грузии.
10 февраля 1918 года (день созыва Закавказского Сейма, подчеркивавшего факт отделения Закавказья от России) по распоряжению Н. Жордания, Н. Рамишвили и Е. Гегечкори, впоследствии возглавивших меньшевистское правительство Грузии, в Александровском парке Тифлиса был расстрелян многотысячный мирный митинг протеста.
26 мая 1918 после распада Закавказской Демократической Федеративной Республики и роспуска Закавказского Сейма Жордания подписал Декларацию независимости Грузии и фактически возглавил Временный парламент Грузинской Демократической Республики.
В условиях вторжения турецких войск решил опереться на Германию, в Грузию вводятся немецкие войска.
24 июля 1918 возглавил правительство Грузии. После поражения Германии и вступления в Грузию английских войск завоевал доверие и у лидеров Антанты своим неприятием большевизма. Заключил в июне 1919 соглашение с А. И. Деникиным о совместной борьбе против большевиков. После поражения деникинцев в гражданской войне был одним из инициаторов заключения договора Грузии с РСФСР (подписан 7 мая 1920), по которому между ними устанавливались дипломатические отношения. В переговорах Жордания с английским представителем высказался за признание Советской России со стороны Антанты, имея в виду, что состоявшееся признание независимости Грузии РСФСР откроет путь к полному международному признанию Грузии.
После ввода Красной Армии в Грузию в 1921 в эмиграции. Возглавлял грузинское правительство в изгнании, представлял Грузию в Совете конфедерации Кавказа.
Похоронен на Кладбище грузинской эмиграции в городке Левиль-сюр Орж, близ Парижа (Франция).
Внучка Николь — супруга А. М. Квиташвили, министра здравоохранения Грузии и Украины.

## Галерея
- Грузины, члены государственной Думы Первого созыва от Тифлисской и Кутаисской губерний; Слева-направо, сидят: Иосиф Бараташвили, Ной Жордания, Серго Джапаридзе, Исидор Рамишвили; стоят: Вано Гомартели, Симон Церетели
- Карл Каутский с грузинскими социал-демократами, Тифлис, 1920. Слева-направо: 1-й ряд С. Девдариани, Н. Рамишвили, Н. Жордания, К. Каутский и его жена Луиза, С. Джибладзе, Р. Арсенидзе; 2-й ряд: секретарь Каутского Пауль Ольберг, В. Тевзая, К. Гварджаладзе, К. Сабахтарашвили, С. Тевзадзе, А. Урушадзе, Г. Цинцабадзе
- 1926. Похороны Н. Чхеидзе. Жордания четвёртый слева

## Труды
- Большевизм, Берлин, 1922.
- Наши разногласия, Париж, 1928.
- Итоги, Париж, 1928.
- Моя жизнь. Stanford, Hoover Institution Press, 1968 (пер. с грузинского Инны Жордания).